# Rio Claro (afluente do rio Tietê)
O rio Claro é um curso de água do estado de São Paulo. Tem a nascente entre Bauru  e Iacanga na localização geográfica, latitude 22º05'51" sul e longitude 49º05'51" oeste, a cerca de sete quilômetros da rodovia estadual SP-321, é afluente da margens esquerda do rio Tietê no município de Iacanga. Percurso de mais ou menos 34 quilômetros. Não consta afluentes.